# 中国石油化工集团
中国石油化工集团有限公司（英語：Sinopec Group，SINOPEC），简称中石化集团、中石化，是中华人民共和国一家主要从事煉油及石油化工的特大型中央企业，總部位於中國北京市。
中石化集團在2014年财富世界500强名單中排名第5位，营业收入为4572亿美元。在2020年，中石化在福布斯全球2000大上市公司排行榜中位列第60名。
从1988年到2015年，中国石化占了全球工业温室气体排放量的0.29%。

## 历史
1998年7月，经中華人民共和國國務院批准以中国石油化工总公司為基础重组成立中国石化集团，由国务院国有资产监督管理委员会监督管理的中央管理企業。注册资本為2749亿人民幣。
2000年2月，中国石油化工集团公司以独家发起方式于设立的股份制企业中国石油化工股份有限公司。
2009年6月25日中石化集團以每股52.8加元（357港元），合共約82.7億加元（72.4億美元，558億港元）的現金全面收購在加拿大和倫敦均有上市的瑞士Addax石油公司。
Addax資產則位於西非及中東，包括尼日利亞、喀麥隆、加蓬、伊拉克的庫爾德地區。
2010年10月1日，中石化集團以71億美元入股西班牙石油公司Repsol YPF旗下的Repsol巴西40%股權。Repsol巴西主要開采離岸油氣資源，主要油氣資產分佈於巴西的Santos、Campos及Espiritu Santo盆地。
2012年9月3日將煉化工程業務註冊為獨立公司中石化煉化工程（集團）股份有限公司（Sinopec Engineering（Group），簡稱﹕煉化工程集團），註冊資本為31億元人民幣，有助集團日後更容易將煉化工程業務分拆上市。
2012年9月28日，中国石化長城能源化工公司在北京成立，負責中石化煤化工業務投資及經營，标志着中国石化专业化发展煤化工业务全面启动。
2012年12月28日，中石化石油工程技术服务有限公司（中石化石油工程技术服务股份有限公司前身）在北京成立。公司现有员工14万余人，固定资产766亿余元，2012年预计收入950亿元。
2014年9月12日，中國石化與25家境內外投資者簽訂《增資協議》；據此，投資者會向中国石化销售有限公司認購共計人民幣1,070.94億元現金（含等值美元）中国石化销售有限公司29.99%的股權。
2014年3月17日，中石化易捷销售有限公司在北京正式揭牌成立，为中国石化销售有限公司的全资子公司。

### 分割重組
2019年12月9日，经中央批准，将中石油、中石化、中海油全资和控股（参股）的在4MPa以上国家干线管网、省级管网、LNG接收站、储气库、管网调度业务等资产及相关员工划出，组建国家石油天然气管网集团有限公司。新组建的国家管网公司列入国务院国有资产监督管理委员会监管的中央企业名单，国务院国资委、中国石油天然气集团、中国石油化工集团、中国海洋石油持股比例分别为40%、30%、20%、10%。
2020年2月21日，中国石油化工集团公司在上海清算所网站发布改制更名的公告：经国务院国有资产监督管理委员会批准，中国石油化工集团公司由全民所有制企业改制为国有独资公司，中国石油化工集团公司名称变更为中国石油化工集团有限公司。改制前中国石油化工集团公司的全部债权债务，以及各种专业和特殊资质证照等，由改制后的中国石油化工集团有限公司承继。

## 机构设置
根据有关规定，中国石油化工集团设置（控股）下列机构（企业）：

### 经营管理机构
- 董事会
- 监事会

### 内设机构
- 办公室（董事会办公室、总经理办公室）
- 党群工作部（党组办公室）
- 发展计划部
- 国际合作部（外事局）
- 财务部
- 生产经营管理部
- 企业改革管理部
- 人事部
- 科技部
- 法律部
- 资本运营部
- 安全监管局
- 能源管理与环境保护部
- 工程部
- 矿区（社区）部
- 物资装备部
- 信息化管理部
- 审计局
- 中央纪委国家监委驻中国石化集团纪检监察组
- 党组巡视工作办公室
- 宣传工作部（新闻办公室）
- 离退休工作部
- 机关服务局

### 事业部
- 资本和金融事业部